# Ейзеворде
Ейзеворде (нід. IJzevoorde) — селище в нідерландській провінції Гелдерланд. Входить до муніципалітету Дутінхем. Перша згадка про населений пункт датується 1235 роком. Тоді він мав назву Ysenuort, що буквально перекладається як «брід через річку Ейзе».
Частина території селище адміністративно відноситься до муніципалітету Бронкгорст.